# ハルマヘラクイナ
ハルマヘラクイナ（Habroptila wallacii）は、ツル目クイナ科ハルマヘラクイナ属に分類される鳥類。本種のみでハルマヘラクイナ属を構成する。

## 分布
インドネシア（ハルマヘラ島）固有種

## 形態
全長35-38センチメートル。頭部や背、胸部の羽衣、翼は黒い。腰や下面の羽衣は黒褐色。
虹彩は橙赤色。嘴は長く、分厚い。嘴と後肢は橙赤色。

## 生態
サゴヤシなどが繁茂する湖沼、湿原などに生息し、水場に対し半島状に突出した地形を好む。飛翔することはできない。
食性は雑食で、植物の新芽や昆虫を食べる。

## 人間との関係
生息地では食用とされることもある。罠や犬を用いた狩猟で捕えられる。
開発による生息地の破壊、食用の狩猟、人為的に移入されたネコによる捕食などにより、生息数の減少が懸念されている。